# Айронбридж
А́йронбридж или Теснина Айронбридж (англ. Ironbridge Gorge) — памятник промышленной революции XVIII века. Ущелье представляет собой богатую минералами долину реки Северн от моста Айронбридж до селения Колбрукдейл вместе с долинами ещё двух небольших рек и расположено в 50 км к северо-западу от Бирмингема в городе Телфорд, Шропшир.
В индустриальном районе расположены шахты, фабрики, доменные печи, железные дороги, общественные строения и жилища рабочих, а также первый в мире металлический мост. Кроме того, здесь сохранились леса и традиционный ландшафт ущелья Северн. С 1986 года Айронбридж входит в список объектов Всемирного наследия ЮНЕСКО в Великобритании.

## Описание объекта

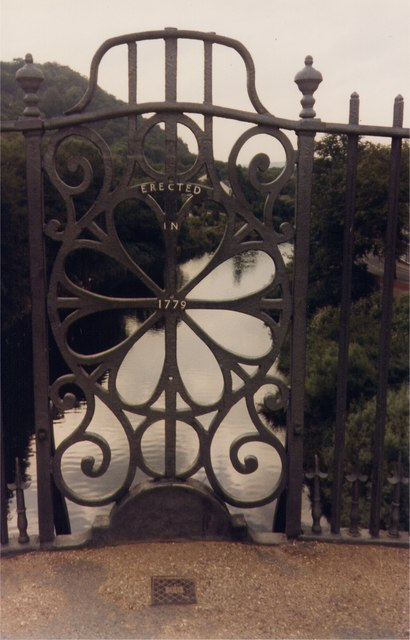
Деталь Чугунного моста

Комитет всемирного наследия ЮНЕСКО выделяет пять основных объектов на территории ущелья:
- Колбрукдейл сохранил ряд построек XVIII и XIX веков. В этом месте в 1709 году была разработана технология промышленного применения кокса. Автором разработки является Абрахам Дарби I.
- Чугунный мост, построенный в 1779 году Абрахамом Дарби III, дал название местности и поселению. Восточная часть моста построена ещё в 1757 году. Чугунный мост является первым металлическим мостом в мире.
- Хей-Брук-Вали представляет собой большой музей под открытым небом, который возвращает туристов в викторианскую эпоху конца XIX века. На территории представлены остатки доменной печи. Живописная долина соединяет каналы Шропшир и Колпорт, связанные с рекой Северн.
- Джекфилд — небольшое поселение на южном берегу реки Северн, в котором производили декоративную керамическую плитку[3].
- Индустриализация достигла селения Колпорт в конце XVIII века. Расположенный на северном берегу реки Северн в восточной части объекта посёлок известен тем, что одним из первых использовал труд китайских рабочих. С 1796 по 1926 год на фабрике в Колпорте, крупнейшей в стране, производили фарфоровые изделия[4].

|                             |                 |                |
| Вид с моста вниз по течению | Работы на мосту | Аэрофотосъёмка |

## Сохранение объекта
В настоящее время в районе проживает 4000 человек. Историческое наследие региона является заботой ряда организаций.
В 1967 году для сохранения и демонстрации артефактов индустриальной революции был создан музейный трест Ironbridge Gorge Museum Trust. Severn Gorge Countryside Trust, основанный в 1991 году, ставит своей задачей сохранение природного ландшафта объекта.